# Steve Sampson
Steve Sampson (Salt Lake City, 1957. január 19. – ) amerikai labdarúgóedző.

## Pályafutása

### Klubcsapatban
Salt Lake Cityben született Utah államban. Pályafutását a Foothill Főiskola labdarúgócsapatában kezdte 1975-ben. Két évvel később a San José-i Állami Egyetemre távozott, ahol 1979-ben spanyol nyelvből diplomázott.

### Edzőként
A diploma megszerzése után a Stanford Egyetemre jelentkezett mesterképzésre és közben edzősködni kezdett az Awalt High School fiúcsapatánál. Miután végzett a Stanfordon a Footholl Főiskola csapatánál kezdett el segédedzőként dolgozni. Ezt követően 1982 és 1985 között az UCLA Bruins együttesénél volt segédedző.
1985-ös szezon végén a Santa Clara-i Egyetem alkalmazásába állt, hogy irányítsa az egyetemi csapatot. Legjobb eredményét egyetemi edzőként 1989-ben érte el, amikor a döntőig jutott a Santa Clara csapatával az egyetemi bajnokságban. A döntőben a Virginia volt ellenfél, melyet az a Bruce Arena irányított, aki későbbiekben követte Sampsont a válogatott kispadján. A rendes játékidőt követően négyszeri hosszabbításban sem dőlt el a párharc, ezért a játékvezetők úgy határoztak, hogy lefújják a mérkőzést és mindkét csapatot győztesnek nyilvánítják. Sampsont 1989-ben az év edzőjének választották.
Miután elhagyta a Santa Clara-i Egyetemet, 1993-ban Bora Milutinović segítője lett az Egyesült Államok válogatottjánál, ezáltal az edzői stáb tagjaként vett részt a hazai rendezésű 1994-es világbajnokságon.
Miután Milutinović távozott a válogatott éléről az amerikai labdarúgó-szövetség 1995 áprilisában Sampsont nevezte ki megbízott szövetségi kapitánynak. Az 1995-ös Copa Américán a negyedik helyen zárt a válogatottal, a tornán többek között 3–0-ra legyőzték Argentínát. A jó eredménynek köszönhetően 1995 augusztusában megkapta a szövetségi kapitányi posztot.
Az 1998-as CONCACAF-aranykupán a második helyet szerezték meg. Az elődöntőben Brazíliát egy történelmi mérkőzésen verték 1–0-ra.
Sikeresen kijuttatta a válogatottat az 1998-as világbajnokságra. A tornára Sampson erősíteni szerette volna a keretet, ezért Európában játszót amerikai labdarúgókat keresett. David Regis volt a legígéretesebb játékos ebből a szempontból, ám az állampolgárságának megszerzése lassan haladt. A világbajnokságon végül három vereséggel zártak és Sampson 1998. június 29-én távozott.
Nagy meglepetésre kihagyta a keretből a válogatott egyik alapemberét John Harkest. A valódi okokkal kapcsolatban csak évekkel később, 2010 februárjában nyilatkozott. A Harkes és Eric Wynalda felesége közötti affér miatt kellett kiraknia keretből, amit Wynalda is megerősített nem sokkal 2010-es dél-afrikai világbajnokságot megelőzően, amikor az angol válogatott háza táján bontakozott ki egy hasonló ügy.
2002-ben a Costa Rica-i válogatott élére nevezték ki, mellyel veretlenül megnyerte a 2003-as UNCAF-nemzetek kupáját és negyedik helyen végzett a 2003-as CONCACAF-aranykupán. 2004-ben Costa Rica a 17. helyen állt a FIFA-világranglistán, ami a válogatott történetének addigi legjobb helyezése volt. Annak ellenére, hogy Kuba ellen a 2006-os világbajnokság-selejtezőinek második fordulójában idegenben rúgott góllal továbbjutottak a következő körbe Sampsont kirúgták
2004. augusztus 18-án az MLS-ben szereplő Los Angeles Galaxy vezetőedzői posztját kapta meg. 2005-ben a bajnokságot és a U.S. Open kupát is sikerült megnyernie csapatával. A következő szezonban nem tudták megismételni az előző évi jó teljesítményüket és Sampson 2006. június 6-án távozott. A klub elnöki székébe az az Alexi Lalas került, aki korábban játékosa volt az amerikai válogatottban.

## Sikerei
Los Angeles Galaxy
- MLS-győztes (1): 2005
- Lamar Hunt U.S. Open kupa (1): 2005

Egyesült Államok
- CONCACAF-aranykupa döntős (1): 1998